# Maas Geesteranus-prijs

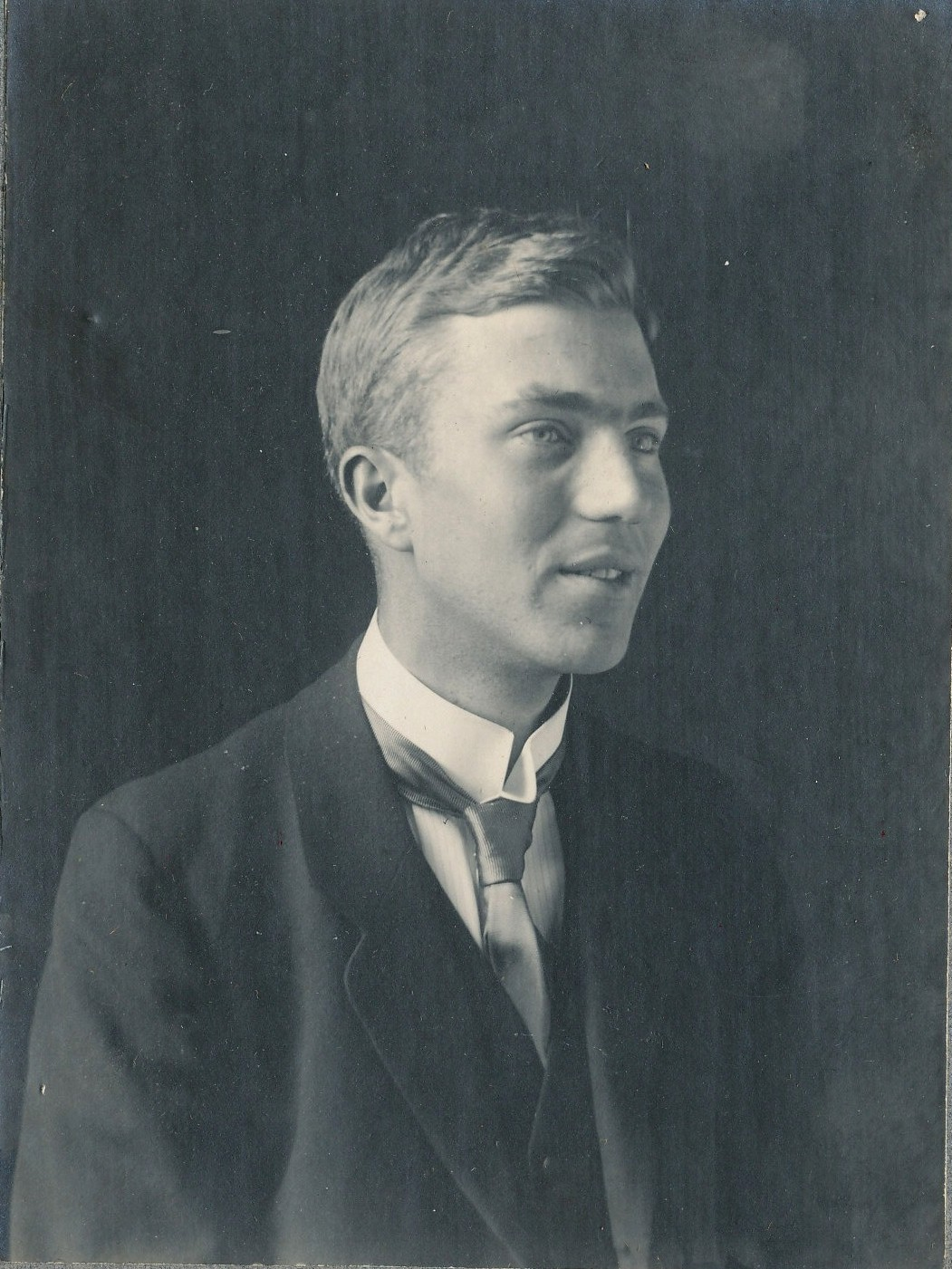
Willem Maas Geesteranus (1893-1948)

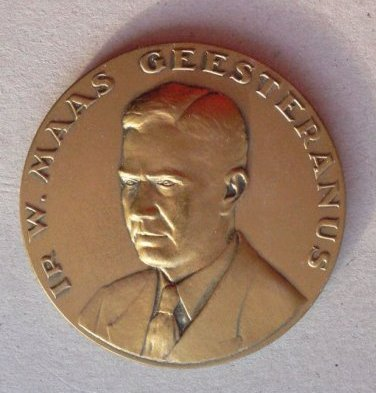
Penning Maas Geesteranus-prijs

De Maas Geesteranus-prijs wordt uitgereikt door de Stichting Ir. W. Maas Geesteranus Fonds. Dat fonds werd in 1949 opgericht ter nagedachtenis aan ir. Willem Maas Geesteranus (1893-1948).
Willem Maas Geesteranus kwam direct na zijn studie werktuigkundig ingenieur in 1918 in dienst van van Werkspoor N.V., de verkorte en later de officiële handelsnaam van de Koninklijke Nederlandsche Fabriek van Werktuigen en Spoorwegmaterieel. Werkspoor NV was een Nederlandse machinefabriek waar onder andere (scheeps)stoommachines, motoren en rollend materieel gemaakt werden. In 1945 werd hij benoemd tot directeur van Werkspoor N.V.
Naast zijn werk bij Werkspoor N.V. was Willem Maas Geesteranus bestuurslid (o.a. in de functie van voorzitter) van de Vereniging “Maatschappij voor den Werkenden Stand afd. Ambachtsscholen”. In deze functie was hij tevens voorzitter van de Commissie van Onderwijs voor de 3e en 4e Ambachtsschool, de twee grootste ambachtsscholen te Amsterdam.  
Daarnaast was hij bestuurslid van de Stichting Bedrijfsopleiding Metaal- en Electrotechnische Industrie “BEMETEL”.
Zijn doel was om het nijverheidsonderwijs, met name dat in de technische vakken, op een hoger peil te brengen. Om dat te bereiken zorgde hij onder andere voor een beter contact tussen de ambachtsscholen en het leerlingstelsel in de bedrijven. 
Volgens collega’s vervulde hij zijn taken met hart en ziel. Hij had een scherp inzicht, was doortastend en was een stuwende kracht in de besturen waarin hij zat.
In mei 1947 moest hij al zijn werkzaamheden wegens ziekte staken. Een jaar later, in mei 1948, overleed hij.

## Stichting Ir. W. Maas Geesteranus Fonds
In april 1949 besloten de bestuurders van de Vereniging “Maatschappij voor den Werkenden Stand afd. Ambachtsscholen” én van BEMETEL een stichting op te richten die zijn naam zou dragen: de Stichting Ir. W. Maas Geesteranus Fonds.
Doel van deze stichting was de herinnering aan wijlen Willem Maas Geesteranus én zijn werkzaamheden levend te houden.
Dit doel moest verwezenlijkt worden door het “rechtstreeks of middellijk bevorderen van de opleiding van geschoolde arbeiders, met alle haar ten dienste staande wettige middelen en door het verstrekken van toelagen voor verdere studie aan begaafden”.
Het grondkapitaal werd gevormd door een gift van 50.000 gulden die door de Metaalbond werd gestort ter gelegenheid van haar 30-jarig bestaan. Vanwege het goede doel van de schenking besloot het toenmalige ministerie van Financiën kwijtschelding te verlenen voor het betalen van schenkingsgeld.
Ook werd een schenking van 10.000 gulden ontvangen uit het liquidatiesaldo van de Bedrijfsgroep Machinebouw. Verder werden van diverse andere bedrijven en organisaties kleinere en grotere bijdragen ontvangen.

## Beginjaren
In de beginjaren werden jaarlijks vier Maas Geesteranus-prijzen ter waarde van 25 gulden toegekend aan leerlingen die hun opleiding aan één van de Amsterdamse ambachtsscholen van de Vereniging “Maatschappij voor den Werkenden Stand” hadden voltooid.
Daarnaast werden jaarlijks twee Maas Geesteranus-prijzen ter waarde van 50 gulden toegekend aan leerlingen die het eindexamen van het door de Maatschappij voor den Werkenden Stand beheerde leerlingstelsel hadden voltooid.
Bij de toekenning van deze prijzen liet het bestuur zich niet alleen leiden door de cijfers die de leerlingen hadden behaald, maar ook door hun karaktereigenschappen.
De prijzen werden niet in contanten uitgekeerd, maar moesten besteed worden aan leerboeken, gereedschappen, enz. Ook kreeg iedere prijswinnaar een bronzen legpenning met de beeltenis van Willem Maas Geesteranus.
Naast deze prijzen verstrekte het bestuur van de Stichting Ir. W. Maas Geesteranus Fonds in de beginjaren toelagen aan begaafde leerlingen die financiële ondersteuning nodig hadden voor het betalen van reiskosten, schoolgeld en/of leermiddelen.

## Vanaf 1971
In 1971 werd de naam van de “Vereniging Maatschappij voor de Werkende Stand, afdeling Technische Scholen” veranderd in “Vereniging voor beroepsonderwijs Amsterdam”. 
En in 1982 fuseerde BEMETEL met het Philips Leerlingstelsel en Smecoma tot het opleidingsorgaan Stichting Opleidingen Metaal (SOM).
Beide naamswijzigingen hadden in eerste instantie nauwelijks gevolgen voor het uitreiken van de Maas Geesteranus-prijzen. Ook in die periode werden de prijzen vrijwel allemaal uitgereikt door mevrouw L.H. Maas Geesteranus – van Dam, de weduwe van Willem Maas Geesteranus.

## Vanaf 1996
Rond 1996 veranderde het technische onderwijs zodanig dat de verantwoordelijk voor de scholing en examinering bij de scholen kwam te liggen en niet langer bij de SOM. Daardoor raakte de SOM het zicht op de opleiding en resultaten van technische leerlingen voor een groot deel kwijt. In 1999 werden de Maas Geesteranus-prijzen voor het laatst uitgereikt aan leerlingen.

## Vanaf 2000
Om het kapitaal van het Ir. W. Maas Geesteranus Fonds op een goede manier te besteden werd besloten de Maas Geesteranus-prijs vanaf 2000 uit te reiken aan praktijkopleiders in de technische vakken.
Voor de selectie werd een samenwerking aangegaan met het kenniscentrum Kenteq.
De Maas Geesteranus-prijs bestond toen uit een legpenning (goud, zilver, brons), een oorkonde en geldprijzen respectievelijk van 2000, 1000 en 500 euro.
Vanaf 2012 werden de Nederlandse kennisorganisaties, waaronder Kenteq, door de overheid zo goed als wegbezuinigd. Dat had als gevolg dat Kenteq de samenwerking met de stichting Ir. W. Maas Geesteranus Fonds in de loop van 2013 moest afbouwen.

## Vanaf 2014
Vanaf 2014 werkte het Ir. W. Maas Geesteranus Fonds samen met TechniekTalent.nu. Samen reikten ze de TechniekTrofee uit. Die prijs ging naar de basisschool met het meest inspirerende idee voor wetenschap- en techniekonderwijs op basisscholen.
De TechniekTrofee bestond uit een oorkonde, een penning met de beeltenis van Willem Maas Geesteranus en een geldbedrag van 2500 euro.

## Vanaf 2019
Van 2019 tot heden werkt het Ir. W. Maas Geesteranus Fonds samen met WorldSkills Netherlands.
WorldSkills Netherlands organiseert o.a. de Skills Talents vakwedstrijden voor vmbo-leerlingen en wordt daarbij ondersteund door het ministerie van OCW, de MBO Raad, SBB en vele partners uit onderwijs en bedrijfsleven.
De Maas Geesteranus-prijs wordt jaarlijks tijdens de nationale kampioenschappen van Skills Talents uitgereikt aan de docent die zijn/haar leerlingen op de meest inspirerende wijze heeft voorbereid op de Skills Talents vakwedstrijden en daarnaast een inspirator is voor collega-docenten.
De prijs bestaat uit een oorkonde, een vergulde penning met de beeltenis van Willem Maas Geesteranus én een geldbedrag van 2.000 euro.

## Prijsuitreikers
Tot haar overlijden in 1988 heeft mevrouw L.H. Maas Geesteranus – van Dam, de weduwe van Willem Maas Geesteranus, vrijwel alle Maas Geesteranus-prijzen uitgereikt. Daarna zijn de prijzen bijna altijd door familieleden van Willem Maas Geesteranus uitgereikt. 

## Bestuursleden
Sinds de oprichting van het Ir. W. Maas Geesteranus Fonds bestaat het bestuur uit mensen uit het technisch onderwijsveld, mensen uit de technische industrie én familieleden van Willem Maas Geesteranus. Op dit moment hebben twee kleinkinderen van Willem Maas Geesteranus zitting in het bestuur.